# Eccellenza Piemonte-Valle d'Aosta 2000-2001
Il campionato italiano di calcio di Eccellenza regionale 2000-2001 è stato il decimo organizzato in Italia. Rappresenta il sesto livello del calcio italiano.
Questo è il campionato regionale che raccoglie le formazioni piemontesi e valdostane.

## Girone A

### Squadre partecipanti
| Squadra                    | Città                   |
| -------------------------- | ----------------------- |
| U.S. Alpignano             | Alpignano (TO)          |
| Biella Villaggio Lamarmora | Biella                  |
| A.C. Castellettese         | Castelletto Ticino (NO) |
| U.S. Cerano Calcio         | Cerano (NO)             |
| A.S. Cossatese             | Cossato (VC)            |
| A.S. Dufour Varallo        | Varallo Sesia (VC)      |
| G.S. Lascaris              | Pianezza (TO)           |
| Oleggio Sportiva           | Oleggio (NO)            |
| A.S. Pro Settimo           | Settimo Torinese (TO)   |
| U.S. Rivarolese 1906       | Rivarolo Canavese (TO)  |
| F.C. Sarre Valle d'Aosta   | Sarre (AO)              |
| A.C. Settimo               | Settimo Torinese (TO)   |
| Sportivanolese Vallilanzo  | Lanzo Torinese (TO)     |
| A.S. Sunese                | Suno (NO)               |
| U.S. Varalpombiese         | Varallo Pombia (NO)     |
| A.S. Venaria               | Venaria (TO)            |

### Classifica finale
|  | Pos. | Squadra                    | Pt | G  | V  | N  | P  | GF | GS | DR  |
|  | ---- | -------------------------- | -- | -- | -- | -- | -- | -- | -- | --- |
|  | 1.   | Castellettese              | 67 | 30 | 20 | 7  | 3  | 54 | 19 | +35 |
|  | 2.   | Cossatese                  | 66 | 30 | 20 | 6  | 4  | 51 | 21 | +30 |
|  | 3.   | Oleggio Sportiva           | 52 | 30 | 15 | 7  | 8  | 41 | 26 | +15 |
|  | 4.   | Varalpombiese              | 51 | 30 | 14 | 9  | 7  | 52 | 33 | +19 |
|  | 5.   | Lascaris                   | 48 | 30 | 14 | 6  | 10 | 47 | 37 | +10 |
|  | 6.   | Sunese                     | 46 | 30 | 13 | 7  | 10 | 37 | 31 | +6  |
|  | 7.   | Rivarolese                 | 42 | 30 | 11 | 9  | 10 | 32 | 34 | -2  |
|  | 8.   | Settimo                    | 41 | 30 | 12 | 5  | 13 | 33 | 39 | -6  |
|  | 9.   | Dufour Varallo             | 38 | 30 | 10 | 8  | 12 | 53 | 50 | +3  |
|  | 10.  | Pro Settimo                | 35 | 30 | 10 | 5  | 15 | 43 | 56 | -13 |
|  | 11.  | Venaria                    | 34 | 30 | 10 | 4  | 16 | 34 | 49 | -15 |
|  | 12.  | Biella Villaggio Lamarmora | 33 | 30 | 9  | 6  | 15 | 31 | 49 | -18 |
|  | 13.  | Cerano                     | 31 | 30 | 8  | 7  | 15 | 22 | 37 | -15 |
|  | 14.  | Alpignano                  | 30 | 30 | 8  | 6  | 16 | 24 | 37 | -13 |
|  | 15.  | Sportivanolese Vallilanzo  | 26 | 30 | 5  | 11 | 14 | 32 | 48 | -16 |
|  | 16.  | Sarre Valle d'Aosta        | 25 | 30 | 6  | 7  | 17 | 26 | 46 | -20 |

### Play-out
| Squadra 1                 | Totale | Squadra 2                  | Andata | Ritorno |
| ------------------------- | ------ | -------------------------- | ------ | ------- |
| Alpignano                 | 1 - 2  | Cerano                     | 1 - 1  | 0 - 1   |
| Sportivanolese Vallilanzo | 3 - 1  | Biella Villaggio Lamarmora | 2 - 1  | 1 - 0   |

#### Andata
| 20 maggio 2001, ore 16:30 | Alpignano | 1 – 1 | Cerano |  |

| 20 maggio 2001, ore 16:30 | Sportivanolese Vallilanzo | 2 – 1 | Biella Villaggio Lamarmora |  |

#### Ritorno
| 27 maggio 2001, ore 16:30 | Cerano | 1 – 0 | Alpignano |  |

| 27 maggio 2001, ore 16:30 | Biella Villaggio Lamarmora | 0 – 1 | Sportivanolese Vallilanzo |  |

## Girone B

### Squadre partecipanti
| Squadra                    | Città                     |
| -------------------------- | ------------------------- |
| U.S. Acqui                 | Acqui Terme (AL)          |
| A.C. Asti                  | Asti                      |
| U.S. Castellazzo Bormida   | Castellazzo Bormida (AL)  |
| A.S.D.G. Centallo          | Centallo (CN)             |
| A.C. Chieri                | Chieri (TO)               |
| A.S.C. Cumiana             | Cumiana (TO)              |
| U.S. Fossanese             | Fossano (CN)              |
| A.C. Giavenocoazze         | Giaveno (TO)              |
| U.S. Libarna               | Serravalle Scrivia (AL)   |
| S.C. Nizza Millefonti 2001 | Torino                    |
| U.S. Novese                | Novi Ligure (AL)          |
| F.C. Pinerolo              | Pinerolo (TO)             |
| A.C. Saluzzo               | Saluzzo (CN)              |
| U.S. Sommariva Perno       | Sommariva Perno (CN)      |
| A.S. Trino                 | Trino Vercellese (VC)     |
| A.C. Villafranca           | Villafranca Piemonte (TO) |

### Classifica finale
|  | Pos. | Squadra              | Pt | G  | V  | N  | P  | GF | GS | DR  |
|  | ---- | -------------------- | -- | -- | -- | -- | -- | -- | -- | --- |
|  | 1.   | Trino                | 56 | 30 | 15 | 11 | 4  | 49 | 24 | +25 |
|  | 2.   | Saluzzo              | 54 | 30 | 14 | 12 | 4  | 43 | 26 | +17 |
|  | 3.   | Nizza Millefonti     | 49 | 30 | 12 | 13 | 5  | 41 | 28 | +13 |
|  | 4.   | Pinerolo             | 45 | 30 | 12 | 9  | 9  | 36 | 25 | +11 |
|  | 5.   | Fossanese            | 44 | 30 | 12 | 8  | 10 | 41 | 29 | +12 |
|  | 6.   | Giaveno Coazze       | 43 | 30 | 9  | 16 | 5  | 40 | 28 | +12 |
|  | 7.   | Acqui                | 42 | 30 | 10 | 12 | 8  | 35 | 37 | -2  |
|  | 8.   | Centallo             | 41 | 30 | 10 | 11 | 9  | 21 | 19 | +2  |
|  | 9.   | Chieri               | 41 | 30 | 10 | 11 | 9  | 45 | 45 | 0   |
|  | 10.  | Cumiana              | 39 | 30 | 9  | 12 | 9  | 48 | 42 | +6  |
|  | 11.  | Libarna              | 39 | 30 | 9  | 12 | 9  | 41 | 39 | +2  |
|  | 12.  | Sommariva Perno      | 38 | 30 | 10 | 8  | 12 | 41 | 38 | +3  |
|  | 13.  | Novese               | 37 | 30 | 8  | 13 | 9  | 32 | 33 | -1  |
|  | 14.  | Castellazzo Bormida  | 35 | 30 | 9  | 8  | 13 | 30 | 41 | -11 |
|  | 15.  | Asti                 | 29 | 30 | 6  | 11 | 13 | 34 | 56 | -22 |
|  | 16.  | Villafranca Piemonte | 3  | 30 | 0  | 3  | 27 | 11 | 78 | -67 |

### Play-out
| Squadra 1           | Totale | Squadra 2       | Andata | Ritorno |
| ------------------- | ------ | --------------- | ------ | ------- |
| Castellanzo Bormida | 1 - 5  | Novese          | 1 - 2  | 0 - 3   |
| Asti                | 1 - 4  | Sommariva Perno | 1 - 1  | 0 - 3   |

#### Andata
| 20 maggio 2001, ore 16:30 | Castellanzo Bormida | 1 – 2 | Novese |  |

| 20 maggio 2001, ore 16:30 | Asti | 1 – 1 | Sommariva Perno |  |

#### Ritorno
| 27 maggio 2001, ore 16:30 | Novese | 3 – 0 | Castellanzo Bormida |  |

| 27 maggio 2001, ore 16:30 | Sommariva Perno | 3 – 0 | Asti |  |